# Julia Bacha

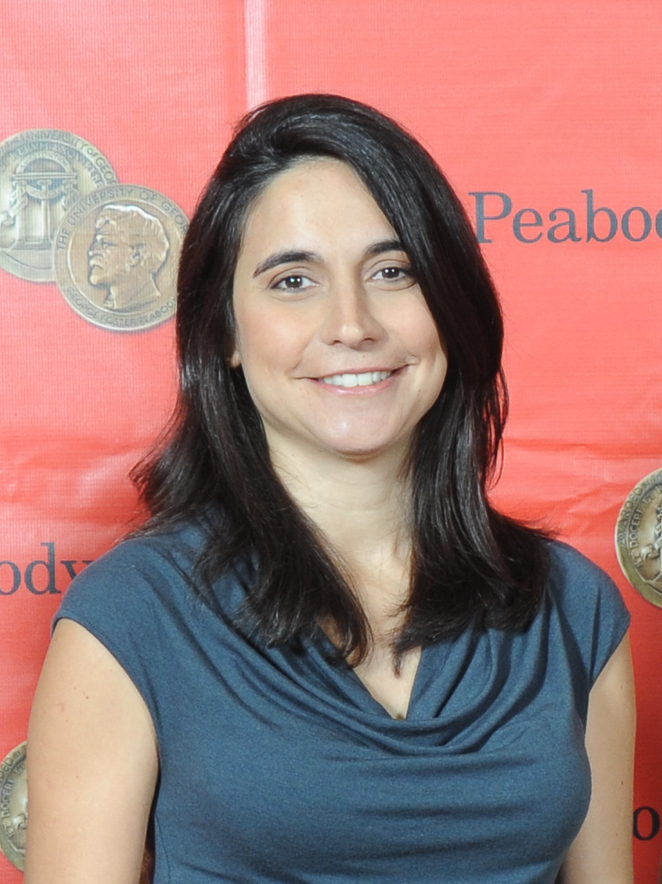
Julia Bacha (2013)

Julia Bacha (* 1980 in Rio de Janeiro) ist eine brasilianische Dokumentarfilmemacherin, die insbesondere für ihre Mitarbeit an den Dokumentarfilmen Encounter Point, Control Room und Budrus bekannt ist.

## Leben
Julia Bacha wuchs in Brasilien auf und zog 1998 nach New York, um an der Columbia University Politik und Geschichte des Nahen Ostens zu studieren. Zum Abschluss ihres Studiums 2003 wurde sie mit dem Phi-Beta-Kappa-Preis ausgezeichnet.
Bacha ist Mitarbeiterin von Just Vision, einer 2003 gegründeten Organisation, die sich für eine gewaltfreie Lösung des Palästina-Konflikts einsetzt. Bacha wirkte in verschiedenen Funktionen führend an mehreren Dokumentationen zu Themen des Nahen Ostens mit. Hier bei arbeitete sie oft mit Ronit Avni zusammen.
Control Room ist eine Dokumentation über den Fernsehsender Al Jazeera und seine Beziehung zum United States Central Command (CENTCOM) während der Irakinvasion. Die Dokumentation entstand unter der Regie der Ägypterin Jehane Noujaim und Bacha arbeitete an Drehbuch und Schnitt mit.
In Encounter Point führte sie dann zusammen mit Ronit Avni auch selbst Regie. Diese Dokumentation beschreibt die Auswirkungen des Nahostkonflikts auf das Leben von 16 israelischen und palästinensischen Familien.
Bei Budrus führte sie erneut selbst Regie. Dieser Film beschreibt den gewaltlosen Widerstand des palästinensischen Dorfes Budrus gegen die Bauführung der israelischen Grenzmauer, die drohte das Dorf von seinen Feldern abzuschneiden.
Bacha ist verheiratet, hat eine Tochter und einen Sohn und lebt mit ihrer Familie in New York.

## Filmografie
- 2004: Control Room
- 2005: Conjoined in the Head
- 2006: Encounter Point
- 2009: Budrus
- 2011: Home Front
- 2012: My Neighbourhood
- 2017: Naila and the Uprising
- 2021: Boycott